# Seo-gu, Gwangju
Seo-gu (koreanska: 서구) är ett av de fem stadsdistrikten i staden Gwangju i den södra delen av  Sydkorea, 270 km söder om huvudstaden Seoul.

## Administrativ indelning
Seo-gu indelas administrativt i 18 stadsdelar:  
Chipyeong-dong,
Dongcheon-dong,
Geumho 1-dong,
Geumho 2-dong,
Gwangcheon-dong,
Hwajeong 1-dong,
Hwajeong 2-dong,
Hwajeong 3-dong,
Hwajeong 4-dong,
Nongseong 1-dong,
Nongseong 2-dong,
Pungam-dong,
Sangmu 1-dong,
Sangmu 2-dong,
Seochang-dong,
Yang 3-dong,
Yang-dong och
Yudeok-dong.